# Енгельгольм (аеропорт)
Аеропорт Енгельгольм-Гельсінгборг (швед. Ängelholm–Helsingborg flygplats) (IATA: AGH, ICAO: ESTA) — аеропорт у Швеції, розташований приблизно за 34 км від Гельсінборга та за 7 км від Енгельгольма. 28 травня 2020 року власник аеропорту заявив, що аеропорт закриється до кінця 2020 року, якщо не буде надана державна підтримка.

## Історія
В 1945 році тут була відкрита база військово-повітряних сил. 
В 1960 році з цього аеропорту почалися цивільні пасажирські рейси. 
У 2002 році повітряні сили покинули аеропорт, і він став виключно цивільним аеропортом. 
Маршрут до Стокгольма завжди мав найбільшу кількість пасажирів.

## Авіалінії та напрямки
| Авіакомпанія                    | Пункт призначення                               |
| ------------------------------- | ----------------------------------------------- |
| BRA Braathens Regional Airlines | Стокгольм–Бромма Сезонний: Селен-Трюсиль, Вісбю |
| Scandinavian Airlines           | Стокгольм–Арланда Сезонний: Естерсунд           |

## Пасажирообіг
Див. джерело запитів Вікіданих та джерела.